# ابو الکسور
ابو الکسور (به عربی: أبو الکسور) یک روستا در سوریه است که در ناحیه سعن واقع شده‌است. ابو الکسور ۳۵۲ نفر جمعیت دارد.